# Facundo Torres
Facundo Daniel „Facu” Torres Pérez (ur. 13 kwietnia 2000 w Montevideo) – urugwajski piłkarz występujący na pozycji skrzydłowego, reprezentant Urugwaju, od 2022 roku zawodnik amerykańskiego Orlando City.